# Discografia Siei
Discografia Siei se compune din șase albume de studio, șase albume live, treizeci și patru discuri single (inclusiv unsprezece ca și artist secundar), și cincisprezece videoclipuri. Până în octombrie 2014, a vândut 25 de milioane de cântece în întreaga lume. În 1997, Sia a lansat albumul său de studio de debut întitulat OnlySee. A lansat cel de-al doilea său album, Healing Is Difficult, în 2001. Albumul a dat naștere la trei discuri single: „Taken for Granted”, „Little Man” și „Drink to Get Drunk”. Discul single principal, „Taken for Granted”, a fost un succes în Regatul Unit, poziționându-se la numărul 10 în UK Singles Chart.
În 2004, Sia a lansat cel de-al treilea său album de studio, Colour the Small One. Discurile single ale sale include „Don't Bring Me Down”, „Breathe Me”, „Where I Belong” și „Numb”. „Breathe Me” a fost cel mai de succes disc single de pe Colour The Small One, poziționându-se la numărul 19 în Danemarca, numărul 71 în Regatul Unit și numărul 81 în Franța. În 2008, Sia a lansat cel de-al patrulea său album de studio, Some People Have Real Problems. Albumul a fost certificat de aur de către Australian Recording Industry Association (ARIA), și a dat naștere la patru discuri single: „Day Too Soon”, „The Girl You Lost to Cocaine”, „Soon We'll Be Found” și „Buttons”. Următorul album We Are Born a fost făcut disponibil în 2010. A fost certificat de aur de către ARIA, și a dat naștere la discurile single „You've Changed”, „Clap Your Hands”, „Bring Night” și „I'm in Here”
În 2011, Sia a colaborat în discurile single de top zece „Titanium” de David Guetta și „Wild Ones” de Flo Rida. În 2013, Sia a contribuit cântecului „Elastic Heart” de pe coloana sonoră al filmului american din 2013 Jocurile foamei: Sfidarea. Un an mai târziu, a lansat cel de-al șaselea său album de studio, 1000 Forms of Fear. Acesta a devenit cea mai de succes lansare al Siei, poziționându-se în vârful clasamentelor muzicale din Australia, Canada, și Statele Unite ale Americii. În plus, acesta a fost certificat de platină în Australia și aur în Franța. Discul single al său principal „Chandelier” a devenit cel mai bun single clasat ca artist principal, poziționându-se înăuntrul top-urilor zece din clasamentele din mai multe țări. 1000 Forms of Fear a fost promovat mai departe de către discurile single, „Big Girls Cry”, versiunea solo al cântecului „Elastic Heart” și „Fire Meet Gasoline”.
Cel de-al șaptelea album al Siei, This Is Acting, a fost lansat la data de 29 ianuarie 2016. A devenit cel de-al doilea ei album consecutiv care să intre în clasamentul din Australia și s-a poziționat în top zece în diferite țări, printre care Canada, Regatul Unit și Statele Unite ale Americii. A dat naștere la două hit-uri de top zece în țara ei natală: „Alive” și „Cheap Thrills” (solo sau în colaborare cu cântărețul/rapperul Sean Paul).
Pentru munca sa ca și compozitor, a vândut 25 de milioane de cântece în întreaga lume până în luna octombrie 2014.

## Albume

### Albume de studio
| Albume de studio | |    |    |    |    |    |    |    |    |     |    | |
| 1997             | OnlySee - Primul album de studio - Lansat: 23 decembrie 1997 - Casă de discuri: Flavoured - Formate: CD - Sub numele „Sia Furler” - Vânzări: 1,200 (Australia)                                                              | -  | -  | -  | -  | -  | -  | -  | -  | -   | -  | |
| 2001             | Healing Is Difficult - Al doilea album de studio - Lansat: 9 iulie 2001 - Casă de discuri: Columbia - Formate: CD, Descărcare digitală                                                                                      | 99 | -  | -  | -  | -  | -  | -  | -  | -   | -  | |
| 2004             | Colour the Small One - Al treilea album de studio - Lansat: 12 ianuarie 2004 - Casă de discuri: Systemactic, Go! Beat - Formate: CD, descărcare digitală                                                                    | -  | -  | -  | -  | -  | -  | -  | -  | 180 | -  | |
| 2008             | Some People Have Real Problems - Al patrulea album de studio - Lansat: 8 ianuarie 2008 - Casă de discuri: Monkey Puzzle, Hear Music - Formate: CD, descărcare digitală                                                      | 41 | -  | -  | 58 | -  | -  | -  | -  | 106 | 26 | - ARIA: Aur |
| 2010             | We Are Born - Al cincilea album de studio - Lansat: 18 iunie 2010 - Casă de discuri: Monkey Puzzle - Formate: LP, CD, descărcare digitală                                                                                   | 2  | 60 | 14 | 42 | 73 | 24 | -  | 38 | 74  | 37 | - ARIA: Aur |
| 2014             | 1000 Forms of Fear - Al șaselea album de studio - Lansat: 4 iulie 2014 - Casă de discuri: Monkey Puzzle, RCA - Formate: LP, CD, descărcare digitală - Vânzări: - 147,672 (Regatul Unit) - 500,000 (S.U.A.) - 2,000,000 (WW) | 1  | 1  | 5  | 8  | 30 | 33 | 4  | 4  | 5   | 1  | - SNEP: Platină |
| 2016             | This Is Acting - Al șaptelea album de studio - Lansat: 29 ianuarie 2016 - Casă de discuri: RCA - Formate: CD, descărcare digitală                                                                                           | 1  | 2  | 11 | 3  | 14 | 13 | 5  | 10 | 3   | 4  | - ARIA: Aur - BPI: Platină - BVMI: Aur - FIMI: Aur - IFPI DEN: Platină - MC: 2× Platină - RIAA: Platină - RMNZ: Aur - SNEP: 3× Platină |
| 2017             | Everyday Is Christmas - Al optulea album de studio - Lansat: 17 septembrie 2017 - Casă de discuri: Monkey Puzzle, Atlantic - Formate: CD, LP, descărcare digitală - Vânzări: - 15,000 (S.U.A.)                              | 7  | 8  | 10 | 41 | 38 | 56 | 22 | 7  | 39  | 27 | |

### Compilații
| Titlu      | Detaliile albumului                                                                           | Poziții de vârf |
| Titlu      | Detaliile albumului                                                                           | AUS             |
| ---------- | --------------------------------------------------------------------------------------------- | --------------- |
| Best Of... | - Lansat: 30 martie 2012 - Casă de discuri: Interia Records - Format: CD, Descărcare digitală | 27              |

### Albume live
| Titlu                                                      | Detaliile albumului                                                                       |
| ---------------------------------------------------------- | ----------------------------------------------------------------------------------------- |
| Lady Croissant                                             | - Lansat: 3 aprilie 2007 - Casă de discuri: Astralwerks - Format: CD, Descărcare digitală |
| iTunes Live from Sydney                                    | - Lansat: 4 mai 2009 - Casă de discuri: Monkey Puzzle - Format: Descărcare digitală       |
| iTunes Live - ARIA Concert Series                          | - Lansat: 11 mai 2010 - Casă de discuri: Monkey Puzzle - Format: Descărcare digitală      |
| The We Meaning You Tour (Copenhagen 12.05.2010             | - Lansat: 19 iulie 2011 - Casă de discuri: Monkey Puzzle - Format: CD                     |
| The We Meaning You Tour, Live at the Roundhouse 27.05.2010 | - Lansat: 19 iulie 2011 - Casă de discuri: Monkey Puzzle - Format: CD                     |
| Spotify Seasons                                            | - Lansat: 8 aprilie 2016 - Casă de discuri: Monkey Puzzle - Format: Difuzare              |

### Albume remixate
| Titlul                                 | Detaliile albumului                                                                            |
| -------------------------------------- | ---------------------------------------------------------------------------------------------- |
| The Girl You Lost to Cocaine (Remixes) | - Lansat: 6 mai 2008 - Casă de discuri: Ultra Records - Format: descărcare digitală            |
| Remixes 1 - EP                         | - Lansat: 15 iulie 2008 - Casă de discuri: Go! Beat Records - Format: descărcare digitală      |
| Remixes 2 -EP                          | - Lansat: 15 iulie 2008 - Casă de discuri: Go! Beat Records - Format: descărcare digitală      |
| Buttons (Remixes)                      | - Lansat: 25 noiembrie 2008 - Casă de discuri: Monkey Puzzle - Format: CD, descărcare digitală |
| Elastic Heart (The Remixes)            | - Lansat: 14 aprilie 2014 - Casă de discuri: Monkey Puzzle - Format: descărcare digitală       |
| Chandelier Remixes - EP                | - Lansat: 22 iulie 2014 - Casă de discuri: Monkey Puzzle - Format: CD, descărcare digitală     |
| Big Girls Cry (Remixes) - EP           | - Lansat: 24 aprilie 2015 - Casă de discuri: Monkey Puzzle - Format: descărcare digitală       |
| Alive (Remixes) - EP                   | - Lansat: 8 decembrie 2015 - Casă de discuri: Monkey Puzzle - Format: descărcare digitală      |
| Cheap Thrills (Remixes)                | - Lansat: 8 aprilie 2016 - Casă de discuri: Monkey Puzzle - Format: CD, descărcare digitală    |

### Albume video
| Titlu           | Detaliile albumului                                               |
| --------------- | ----------------------------------------------------------------- |
| TV Is My Parent | - Lansat: 19 mai 2009 - Casă de discuri: Hear Music - Format: DVD |

## Discuri single

### Ca artist principal
| Poziția maximă |                                                        |     |    |    |    |    |    |    |    |     |     |                                                                |                                |
| 2000           | „Taken for Granted”                                    | 100 | -  | -  | -  | -  | -  | -  | -  | 10  | -   |                                                                | Healing Is Difficult           |
| 2000           | „Little Man”                                           | -   | -  | -  | -  | -  | -  | -  | -  | 85  | -   |                                                                | Healing Is Difficult           |
| 2001           | „Drink to Get Drunk”                                   | -   | -  | -  | -  | -  | 85 | -  | -  | 91  | -   |                                                                | Healing Is Difficult           |
| 2003           | „Don't Bring Me Down”                                  | -   | -  | -  | -  | -  | -  | -  | -  | -   | -   |                                                                | Colour the Small One           |
| 2004           | „Breathe Me”                                           | -   | -  | 19 | 81 | -  | -  | -  | -  | 71  | -   | - IFPI DEN: Aur                                                | Colour the Small One           |
| 2004           | „Where I Belong”                                       | -   | -  | -  | -  | -  | -  | -  | -  | 85  | -   |                                                                | Colour the Small One           |
| 2005           | „Numb”                                                 | -   | -  | -  | -  | -  | -  | -  | -  | -   | -   |                                                                | Colour the Small One           |
| 2007           | „Day Too Soon”                                         | -   | -  | -  | -  | -  | -  | -  | -  | -   | -   |                                                                | Some People Have Real Problems |
| 2008           | „The Girl You Lost to Cocaine”                         | -   | -  | -  | -  | -  | 11 | -  | -  | -   | -   |                                                                | Some People Have Real Problems |
| 2008           | „Soon We'll Be Found”                                  | 89  | -  | -  | -  | -  | -  | -  | -  | 94  | -   |                                                                | Some People Have Real Problems |
| 2009           | „Buttons”                                              | 67  | -  | -  | -  | -  | -  | -  | -  | -   | -   |                                                                | Some People Have Real Problems |
| 2009           | „You've Changed”                                       | 31  | -  | -  | -  | -  | 95 | -  | -  | -   | -   |                                                                | We Are Born                    |
| 2010           | „Under the Milky Way”                                  | -   | -  | -  | -  | -  | -  | -  | -  | -   | -   |                                                                | Disc single fără album         |
| 2010           | „Clap Your Hands”                                      | 17  | -  | -  | -  | -  | 10 | -  | 27 | -   | -   |                                                                | We Are Born                    |
| 2010           | „Bring Night”                                          | 99  | -  | -  | -  | -  | -  | -  | -  | -   | -   |                                                                | We Are Born                    |
| 2013           | „Elastic Heart” (în colaborare cu The Weeknd și Diplo) | 67  | -  | 21 | -  | -  | 46 | 7  | 12 | 61  | -   | - RMNZ: Platină                                                | Jocurile foamei: Sfidarea      |
| 2014           | „Chandelier”                                           | 2   | 6  | 6  | 1  | 10 | 27 | 3  | 4  | 6   | 8   | - SNEP: Platină                                                | 1000 Forms of Fear             |
| 2014           | „Big Girls Cry”                                        | 16  | 64 | -  | 18 | -  | -  | -  | -  | 77  | 103 | - ARIA: Platină                                                | 1000 Forms of Fear             |
| 2014           | „You're Never Fully Dressed Without a Smile”           | 71  | -  | -  | -  | -  | -  | -  | -  | 125 | -   |                                                                | Annie                          |
| 2014           | „Opportunity”                                          | -   | -  | -  | -  | -  | -  | -  | -  | -   | -   |                                                                | Annie                          |
| 2015           | „Elastic Heart”                                        | 5   | 7  | 21 | 23 | 29 | 46 | 7  | 14 | 10  | 17  | - SNEP: Aur                                                    | 1000 Forms of Fear             |
| 2015           | „Fire Meet Gasoline”                                   | 60  | -  | -  | 39 | 85 | -  | -  | -  | 193 | -   |                                                                | 1000 Forms of Fear             |
| 2015           | „Alive”                                                | 10  | 28 | -  | 17 | -  | -  | 29 | 69 | 30  | 56  | - BPI: Argint - FIMIː Aur - GLFː Aur - MCː Platină             | This Is Acting                 |
| 2016           | „Cheap Thrills”                                        | 6   | 1  | 2  | 1  | 1  | 1  | 3  | 1  | 2   | 1   | - RMNZ: 2× Platină                                             | This Is Acting                 |
| 2016           | „The Greatest”                                         | 2   | 6  | 5  | 3  | 3  | 5  | 5  | 5  | 5   | 19  | - ARIAː Platină - MCː Aur - FIMIː Aur - BPIː Argint - RMNZːAur | This Is Acting                 |

### Ca artist secundar
| Poziția maximă |                                                                               |    |    |    |     |    |    |    |    |     |    |                    |                           |
| 2001           | „Destiny” (Zero 7 în colaborare cu Sia și Sophie Barker)                      | -  | -  | -  | -   | -  | -  | -  | -  | 30  | -  |                    | Simple Things             |
| 2004           | „Somersault” (Zero 7 în colaborare cu Sia)                                    | -  | -  | -  | -   | -  | -  | -  | -  | 56  | -  |                    | When It Falls             |
| 2011           | „I'll Forget It” (Lior în colaborare cu Sia)                                  | -  | -  | -  | -   | -  | -  | -  | -  | -   | -  |                    | Corner of an Endless Road |
| 2011           | „I Love It” (Hilltop Hoods în colaborare cu Sia)                              | 6  | -  | -  | -   | -  | -  | 13 | -  | -   | -  | - RMNZ: Aur        | Drinking From the Sun     |
| 2011           | „Titanium” (David Guetta în colaborare cu Sia)                                | 5  | 7  | 3  | 3   | 5  | 4  | 3  | 9  | 1   | 7  | - RMNZ: 2× Platină | Nothing but the Beat      |
| 2011           | „Wild Ones” (Flo Rida în colaborare cu Sia)                                   | 1  | 1  | 11 | 11  | 6  | 15 | 1  | 3  | 4   | 5  | - RMNZ: 2× Platină | Wild Ones                 |
| 2012           | „Wild One Two” (Jack Back în colaborare cu David Guetta, Nicky Romero și Sia) | 52 | -  | -  | -   | 65 | -  | -  | -  | 171 | -  |                    | Disc single fără album    |
| 2012           | „She Wolf (Falling to Pieces)” (David Guetta în colaborare cu Sia)            | 11 | 35 | 7  | 4   | 3  | 6  | 19 | 4  | 8   | -  | - SNEP: Aur        | Nothing but the Beat 2.0  |
| 2014           | „Battle Cry” (Angel Haze în colaborare cu Sia)                                | -  | -  | -  | -   | -  | -  | -  | -  | 70  | -  |                    | Dirty Gold                |
| 2014           | „Guts Over Fear” (Eminem în colaborare cu Sia)                                | 22 | 9  | 22 | 10  | 35 | -  | 22 | 30 | 10  | 22 |                    | Shady XV                  |
| 2015           | „Déjà Vu” (Giorgio Moroder în colaborare cu Sia)                              | -  | -  | -  | 182 | -  | -  | -  | -  | 194 | -  |                    | Déjà Vu                   |
| 2015           | „Golden” (Travie McCoy în colaborare cu Sia)                                  | 4  | -  | -  | -   | -  | -  | 20 | -  | -   | -  | - ARIA: Platină    | Rough Water               |
| 2015           | „Bang My Head” (David Guetta în colaborare cu Sia și Fetty Wap)               | 21 | -  | 38 | 3   | 24 | 19 | 17 | 19 | 18  | 76 | - RMNZ: Platină    | Listen                    |
| 2016           | „Je te pardonne” (Maitre Gims în colaborare cu Sia)                           | -  | -  | -  | 15  | -  | -  | -  | -  | -   | -  |                    | Mon coeur avait raison    |

### Cântece promoționale
| Titlu                 | Anul | Poziția maximă | Poziția maximă | Poziția maximă | Poziția maximă | Poziția maximă | Poziția maximă | Album              |
| Titlu                 | Anul | AUS            | CAN            | FRA            | GER            | SWI            | UK             | Album              |
| --------------------- | ---- | -------------- | -------------- | -------------- | -------------- | -------------- | -------------- | ------------------ |
| „Eye of the Needle”   | 2014 | 36             | -              | 71             | -              | -              | 181            | 1000 Forms of Fear |
| „Bird Set Free”       | 2015 | 36             | 98             | 49             | -              | -              | 92             | This Is Acting     |
| „One Million Bullets” | 2015 | -              | -              | -              | -              | -              | -              | This Is Acting     |
| „Reaper”              | 2016 | 89             | 78             | 89             | -              | -              | 82             | This Is Acting     |
| „Unstoppable”         | 2016 | -              | 88             | 23             | 62             | 92             | -              | This Is Acting     |

### Alte cântece intrate în clasamente
| Cântec                                                  | Anul | Poziția maximă | Poziția maximă | Poziția maximă | Poziția maximă | Poziția maximă | Poziția maximă | Poziția maximă | Certificări | Album                          |
| Cântec                                                  | Anul | AUS            | CAN            | FRA            | GER            | NZ             | UK             | US             | Certificări | Album                          |
| ------------------------------------------------------- | ---- | -------------- | -------------- | -------------- | -------------- | -------------- | -------------- | -------------- | ----------- | ------------------------------ |
| „I Go to Sleep”                                         | 2010 | 32             | -              | -              | -              | -              | -              | -              |             | Some People Have Real Problems |
| „Beautiful Pain” (Eminem în colaborare cu Sia)          | 2013 | 59             | 55             | 114            | 87             | 15             | 67             | 99             | - RMNZ: Aur | The Marshall Mathers LP 2      |
| „Burn the Pages”                                        | 2014 | 82             | -              | -              | -              | -              | -              | -              |             | 1000 Forms of Fear             |
| „The Whisperer” (David Guetta în colaborare cu Sia)     | 2014 | -              | -              | 96             | -              | -              | -              | -              |             | Listen                         |
| „Salted Wound”                                          | 2015 | -              | -              | 70             | -              | -              | -              | -              |             | Fifty Shades of Grey           |
| „My Love”                                               | 2015 | 76             | -              | -              | -              | -              | -              | -              |             | The Twilight Saga: Eclipse     |
| „Move Your Body”                                        | 2016 | -              | -              | -              | -              | -              | 169            | -              |             | This Is Acting                 |
| „Wolves” (Kanye West în colaborare cu Sia și Vic Mensa) | 2016 | -              | -              | -              | -              | -              | -              | 101            |             | The Life of Pablo              |

## Cântece compuse și alte apariții
| Cântec                                               | An   | Artist                                             | Album                                                     | Contribuție                                                         |
| ---------------------------------------------------- | ---- | -------------------------------------------------- | --------------------------------------------------------- | ------------------------------------------------------------------- |
| "Distractions" "Destiny"                             | 2001 | Zero 7                                             | Simple Things                                             | Compozitor Vocalist                                                 |
| "Speed Dial No. 2"                                   | 2004 | Zero 7                                             | When It Falls                                             | Compozitor Vocalist                                                 |
| "Utopía"                                             | 2006 | Belinda                                            | Utopía                                                    | Compozitor Vocalist                                                 |
| "I Go to Sleep"                                      | 2007 | Sia                                                | Sounds Eclectic: The Covers Project                       | Vocalist                                                            |
| "You Don't Know"                                     | 2008 | Will Young                                         | Let It Go                                                 | Compozitor                                                          |
| "Wicked Game"                                        | 2009 | Peter Joback                                       | East Side Stories                                         | Vocalist în colaborare                                              |
| "You Don't Have to Be a Prostitute"                  | 2009 | Flight of the Conchords                            | I Told You I Was Freaky                                   | Vocalist de fundal                                                  |
| "Carol Brown"                                        | 2009 | Flight of the Conchords                            | I Told You I Was Freaky                                   | Vocalist de fundal                                                  |
| "Never So Big"                                       | 2010 | David Byrne și Fatboy Slim                         | Here Lies Love                                            | Compozitor și vocalist în colaborare                                |
| "Sweet One"                                          | 2010 | Katie Noonan and the Captains                      | Emperor's Box                                             | Compozitor și vocalist în colaborare                                |
| "You Lost Me"                                        | 2010 | Christina Aguilera                                 | Bionic                                                    | Compozitor și producator vocal                                      |
| "All I Need"                                         | 2010 | Christina Aguilera                                 | Bionic                                                    | Compozitor și producator vocal                                      |
| "I Am"                                               | 2010 | Christina Aguilera                                 | Bionic                                                    | Compozitor și producator vocal                                      |
| "Stronger Than Ever"                                 | 2010 | Christina Aguilera                                 | Bionic                                                    | Compozitor și producator vocal                                      |
| "Bound to You"                                       | 2010 | Christina Aguilera                                 | Burlesque: Original Motion Picture Soundtrack             | Compozitor                                                          |
| "My Love"                                            | 2011 | Sia                                                | The Twilight Saga: Eclipse                                | Compozitor și vocalist                                              |
| "Get Over U"                                         | 2011 | Neon Hitch                                         | Non-album single                                          | Compozitor                                                          |
| "Dragging You Around"                                | 2012 | Greg Laswell                                       | Landline                                                  | Compozitor și vocalist în colaborare                                |
| "Blank Page"                                         | 2012 | Christina Aguilera                                 | Lotus                                                     | Compozitor                                                          |
| "Diamonds"                                           | 2012 | Rihanna                                            | Unapologetic                                              | Compozitor                                                          |
| "Let Me Love You (Until You Learn to Love Yourself)" | 2012 | Ne-Yo                                              | R.E.D.                                                    | Compozitor                                                          |
| "Radioactive"                                        | 2012 | Rita Ora                                           | ORA                                                       | Compozitor                                                          |
| "Kill, Fuck, Marry"                                  | 2012 | Nikki Williams                                     | N/A                                                       | Compozitor                                                          |
| "Kill and Run"                                       | 2013 | Sia                                                | The Great Gatsby: Music from Baz Luhrmann's Film          | Compozitor și vocalist                                              |
| "Loved Me Back to Life"                              | 2013 | Celine Dion                                        | Loved Me Back to Life                                     | Compozitor                                                          |
| "Acid Rain"                                          | 2013 | Alexis Jordan                                      | N/A                                                       | Compozitor                                                          |
| "Strange Birds"                                      | 2013 | Birdy                                              | Fire Within                                               | Compozitor                                                          |
| "Green Card"                                         | 2013 | Oh Land                                            | Wish Bone                                                 | Compozitor                                                          |
| "The Hands I Hold"                                   | 2013 | Bo Bruce                                           | Before I Sleep                                            | Compozitor                                                          |
| "Gentlemen"                                          | 2013 | Jessica Sanchez                                    | Me, You & the Music                                       | Compozitor                                                          |
| "Double Rainbow"                                     | 2013 | Katy Perry                                         | Prism                                                     | Compozitor                                                          |
| "Breathe"                                            | 2013 | Jessie J                                           | Alive                                                     | Compozitor                                                          |
| "Unite"                                              | 2013 | Jessie J                                           | Alive                                                     | Compozitor                                                          |
| "Perfume"                                            | 2013 | Britney Spears                                     | Britney Jean                                              | Compozitor și vocalist de fundal                                    |
| "Passenger"                                          | 2013 | Britney Spears                                     | Britney Jean                                              | Compozitor și vocalist de fundal                                    |
| "Brightest Morning Star"                             | 2013 | Britney Spears                                     | Britney Jean                                              | Compozitor și vocalist de fundal                                    |
| "Beautiful Pain"                                     | 2013 | Eminem în colaborare cu Sia                        | The Marshall Mathers LP 2                                 | Compozitor și vocalist în colaborare                                |
| "Standing on the Sun"                                | 2013 | Beyoncé                                            | H&M Spring Summer 2013                                    | Compozitor și vocalist de fundal                                    |
| "Pretty Hurts"                                       | 2013 | Beyoncé                                            | Beyoncé                                                   | Compozitor                                                          |
| "God Made You Beautiful"                             | 2013 | Beyoncé                                            | Life Is But a Dream                                       | Compozitor                                                          |
| "Dim the Lights"                                     | 2013 | CREEP                                              | Echoes                                                    | Compozitor și vocalist în colaborare                                |
| "Cannonball"                                         | 2014 | Lea Michele                                        | Louder                                                    | Compozitor și vocalist de fundal                                    |
| "Battlefield"                                        | 2014 | Lea Michele                                        | Louder                                                    | Compozitor și vocalist de fundal                                    |
| "You're Mine"                                        | 2014 | Lea Michele                                        | Louder                                                    | Compozitor                                                          |
| "If You Say So"                                      | 2014 | Lea Michele                                        | Louder                                                    | Compozitor                                                          |
| "Into the Blue"                                      | 2014 | Kylie Minogue                                      | Kiss Me Once                                              | Producător executiv                                                 |
| "Million Miles"                                      | 2014 | Kylie Minogue                                      | Kiss Me Once                                              | Producător executiv                                                 |
| "I Was Gonna Cancel"                                 | 2014 | Kylie Minogue                                      | Kiss Me Once                                              | Producător executiv                                                 |
| "Sexy Love"                                          | 2014 | Kylie Minogue                                      | Kiss Me Once                                              | Producător executiv                                                 |
| "Feels So Good"                                      | 2014 | Kylie Minogue                                      | Kiss Me Once                                              | Producător executiv                                                 |
| "If Only"                                            | 2014 | Kylie Minogue                                      | Kiss Me Once                                              | Producător executiv                                                 |
| "Les Sex"                                            | 2014 | Kylie Minogue                                      | Kiss Me Once                                              | Producător executiv                                                 |
| "Beautiful"                                          | 2014 | Kylie Minogue                                      | Kiss Me Once                                              | Producător executiv                                                 |
| "Fine"                                               | 2014 | Kylie Minogue                                      | Kiss Me Once                                              | Producător executiv                                                 |
| "Sexercize"                                          | 2014 | Kylie Minogue                                      | Kiss Me Once                                              | Compozitor și producător executiv                                   |
| "Kiss Me Once"                                       | 2014 | Kylie Minogue                                      | Kiss Me Once                                              | Textier și producator executiv                                      |
| "Chasing Shadows"                                    | 2014 | Shakira                                            | Shakira                                                   | Compozitor și vocalist de fundal                                    |
| "We Are One (Ole Ola)"                               | 2014 | Pitbull featuring Jennifer Lopez și Claudia Leitte | One Love, One Rhythm                                      | Compozitor                                                          |
| "Expertease (Ready Set Go)"                          | 2014 | Jennifer Lopez                                     | A.K.A.                                                    | Compozitor și vocalist de fundal                                    |
| "Pop Rock"                                           | 2014 | Brooke Candy                                       | Opulence                                                  | Compozitor și vocalist de fundal                                    |
| "Opulence"                                           | 2014 | Brooke Candy                                       | Opulence                                                  | Compozitor                                                          |
| "Godzillinaire"                                      | 2014 | Brooke Candy                                       | Opulence                                                  | Compozitor                                                          |
| "Guts Over Fear"                                     | 2014 | Eminem în colaborare cu Sia                        | Shady XV                                                  | Compozitor și vocalist în colaborare                                |
| "My Heart Is Open"                                   | 2014 | Maroon 5 în colaborare cu Gwen Stefani             | V                                                         | Compozitor                                                          |
| "Firecracker"                                        | 2014 | Cheryl                                             | Only Human                                                | Compozitor și vocalist în colaborare                                |
| "Push (Feeling Good on a Wednesday)"                 | 2014 | Randy Marsh ca Lorde                               | N/A                                                       | Vocalist                                                            |
| "Bang My Head"                                       | 2014 | David Guetta în colaborare cu Sia                  | Listen                                                    | Compozitor si vocalist în colaborare                                |
| "The Whisperer"                                      | 2014 | David Guetta în colaborare cu Sia                  | Listen                                                    | Compozitor si vocalist în colaborare                                |
| "Moonquake Lake"                                     | 2014 | Sia în colaborare cu Beck                          | Annie                                                     | Compozitor și vocalist                                              |
| "I Think I'm Gonna Like It Here (2014 Film Version)" | 2014 | Rose Byrne, Stephanie Kurtzuba, Quvenzhané Wallis  | Annie                                                     | Compozitor                                                          |
| "Little Girls (2014 Film Version)"                   | 2014 | Cameron Diaz                                       | Annie                                                     | Compozitor                                                          |
| "The City's Yours (for the 2014 film Annie)"         | 2014 | Jamie Foxx, Quvenzhané Wallis                      | Annie                                                     | Compozitor                                                          |
| "Opportunity (for the 2014 film Annie)"              | 2014 | Quvenzhané Wallis                                  | Annie                                                     | Compozitor                                                          |
| "Easy Street (2014 Film Version)"                    | 2014 | Bobby Cannavale, Cameron Diaz                      | Annie                                                     | Compozitor                                                          |
| "Who Am I? (for the 2014 film Annie)"                | 2014 | Cameron Diaz, Jamie Foxx, Quvenzhané Wallis        | Annie                                                     | Compozitor                                                          |
| "I Don't Need Anything but You (2014 Film Version)"  | 2014 | Rose Byrne, Jamie Foxx, Quvenzhané Wallis          | Annie                                                     | Compozitor                                                          |
| "Salted Wound"                                       | 2015 | Sia                                                | Fifty Shades of Grey (Original Motion Picture Soundtrack) | Compozitor și vocalist                                              |
| "Throw Down the Roses"                               | 2015 | Kate Pierson                                       | Guitars and Microphones                                   | Compozitor, producător executiv, vocalist de fundal și percuționist |
| "Bring Your Arms"                                    | 2015 | Kate Pierson                                       | Guitars and Microphones                                   | Compozitor, producător executiv și vocalist de fundal               |
| "Matrix"                                             | 2015 | Kate Pierson                                       | Guitars and Microphones                                   | Compozitor, producător executiv și vocalist de fundal               |
| "Pulls You Under"                                    | 2015 | Kate Pierson                                       | Guitars and Microphones                                   | Compozitor, producător executiv și vocalist de fundal               |
| "Mister Sister"                                      | 2015 | Kate Pierson                                       | Guitars and Microphones                                   | Compozitor și producător executiv                                   |
| "Guitars and Microphones"                            | 2015 | Kate Pierson                                       | Guitars and Microphones                                   | Compozitor și producător executiv                                   |
| "Crush Me With Your Love"                            | 2015 | Kate Pierson                                       | Guitars and Microphones                                   | Compozitor și producător executiv                                   |
| "Bottoms Up"                                         | 2015 | Kate Pierson                                       | Guitars and Microphones                                   | Compozitor și producător executiv                                   |
| "Time Wave Zero"                                     | 2015 | Kate Pierson                                       | Guitars and Microphones                                   | Compozitor și producător executiv                                   |
| "Wolves"                                             | 2015 | Kate Pierson                                       | Guitars and Microphones                                   | Producător executiv                                                 |
| "Invincible"                                         | 2015 | Kelly Clarkson                                     | Piece by Piece                                            | Compozitor                                                          |
| "Let Your Tears Fall"                                | 2015 | Kelly Clarkson                                     | Piece by Piece                                            | Compozitor                                                          |
| "Wolves"                                             | 2015 | Kanye West în colaborare cu Sia and Vic Mensa      | The Life of Pablo                                         | Vocalist în colaborare                                              |
| "Beautiful People"                                   | 2015 | Wiz Khalifa în colaborare cu Sia                   | N/A                                                       | Vocalist în colaborare                                              |
| "Freeze You Out"                                     | 2015 | Marina Kaye                                        | Fearless                                                  | Textier                                                             |
| "Flashlight"                                         | 2015 | Jessie J                                           | Pitch Perfect 2: Original Motion Picture Soundtrack       | Compozitor                                                          |
| "California Dreamin'"                                | 2015 | Sia                                                | San Andreas: Original Motion Picture Soundtrack           | Vocalist                                                            |
| "Boy Problems"                                       | 2015 | Carly Rae Jepsen                                   | E.MO.TION                                                 | Compozitor                                                          |
| "Making The Most Of The Night"                       | 2015 | Carly Rae Jepsen                                   | E.MO.TION                                                 | Compozitor                                                          |
| "Golden"                                             | 2015 | Travie McCoy în colaborare cu Sia                  | Rough Water                                               | Compozitor și artist în colaborare                                  |
| "Je Te Pardonne"                                     | 2015 | Maître Gims în colaborare cu Sia                   | Mon cœur avait raison                                     | Artist în colaborare                                                |
| "Try Everything"                                     | 2015 | Shakira                                            | Zootopia                                                  | Compozitor                                                          |
| "Round Your Little Finger"                           | 2015 | Katharine McPhee                                   | Hysteria                                                  | Compozitor                                                          |
| "Like a River Runs"                                  | 2015 | Bleachers                                          | Terrible Thrills, Vol. 2                                  | Artist în colaborare                                                |
| "One Candle"                                         | 2015 | J Ralph                                            | Racing Extinction Soundtrack                              | Artist în colaborare                                                |
| "Angel By The Wings"                                 | 2015 | Sia                                                | The Eagle Huntress Soundtrack                             | Compozitor și Vocalist                                              |
| "Rock Bottom"                                        | 2015 | Marco Mengoni                                      | Le cose che non ho                                        | Compozitor                                                          |
| "Oasis"                                              | 2016 | Kygo în colaborare cu Foxes                        | Cloud Nine                                                | Compozitor                                                          |
| "Waving Goodbye"                                     | 2016 | Sia                                                | The Neon Demon soundtrack                                 | Compozitor și vocalist                                              |
| "Unforgettable"                                      | 2016 | Sia                                                | Finding Dory: Original Motion Picture Soundtrack          | Vocalist                                                            |

## Videoclipuri
| Anul | Videoclip                                                  | Regizor              |
| ---- | ---------------------------------------------------------- | -------------------- |
| 2000 | „Taken for Granted” (prima versiune)                       | Matthew Bate         |
| 2000 | „Taken for Granted” (cea de-a doua versiune)               | Fatima Robinson      |
| 2000 | „Little Man”                                               | Cassius Coleman      |
| 2004 | „Breathe Me”                                               | Sia, Daniel Askill   |
| 2004 | „Numb”                                                     | Sia, Clemens Habicht |
| 2006 | „Sunday”                                                   | Sia                  |
| 2006 | „Don't Bring Me Down”                                      | Nik Fackler          |
| 2007 | „Pictures”                                                 | Sia                  |
| 2007 | „Buttons”                                                  | Kris Moyes           |
| 2008 | „Day Too Soon”                                             | Cat Solen            |
| 2008 | „The Girl You Lost to Cocaine”                             | Kris Moyes           |
| 2008 | „Soon We'll Be Found”                                      | Claire Carré         |
| 2009 | „You've Changed”                                           | Dennis Liu           |
| 2010 | „Clap Your Hands”                                          | Kris Moyes           |
| 2010 | „I'm in Here”                                              | David Altobelli      |
| 2013 | „Elastic Heart” (de la Jocurile foamei: Sfidarea)          | Sia                  |
| 2014 | „Chandelier”                                               | Sia, Daniel Askill   |
| 2014 | „You're Never Fully Dressed Without a Smile” (de la Annie) | Necunoscut           |
| 2015 | „Elastic Heart”                                            | Sia, Daniel Askill   |
| 2015 | „Big Girls Cry”                                            | Sia, Daniel Askill   |
| 2015 | „Fire Meet Gasoline”                                       | Francesco Carrozzini |
| 2015 | „California Dreamin'” (from San Andreas)                   | Necunoscut           |
| 2015 | „Alive”                                                    | Daniel Askill        |

### Videoclipuri ca artist secundar
| Anul | Videoclip                                                                              | Regizor                    |
| ---- | -------------------------------------------------------------------------------------- | -------------------------- |
| 2008 | „I'll Forget You” (Lior în colaborare cu Sia)                                          | Natasha Pincus             |
| 2011 | „I Love It” (Carl Allison & Nick Kozakis Version) (Hilltop Hoods în colaborare cu Sia) | Carl Allison, Nick Kozakis |
| 2011 | „I Love It” (Animal Logic Version) (Hilltop Hoods în colaborare cu Sia)                | Toby Grime                 |
| 2011 | „I Love It” (Blue Tongue Version) (Hilltop Hoods în colaborare cu Sia)                 | Nash Edgerton              |
| 2011 | „Titanium” (David Guetta în colaborare cu Sia)                                         | David Wilson               |
| 2012 | „Wild Ones” (Flo Rida în colaborare cu Sia)                                            | Erik White                 |
| 2012 | „She Wolf (Falling To Pieces)” (David Guetta în colaborare cu Sia)                     | Necunoscut                 |
| 2014 | „Battle Cry” (Angel Haze în colaborare cu Sia)                                         | Frank Borin                |
| 2014 | „Guts Over Fear” (Eminem în colaborare cu Sia)                                         | Syndrome                   |
| 2015 | „Déjà Vu” (Giorgio Moroder în colaborare cu Sia)                                       | Alexandra Dahlström        |
| 2015 | „Golden” (Travie McCoy în colaborare cu Sia)                                           | Necunoscut                 |
| 2017 | "Dusk Till Dawn" (ZAYN în colaborare cu Sia)                                           | Marc Webb                  |